# Odontolytes waoraniae
Odontolytes waoraniae är en skalbaggsart som beskrevs av Zdzisława Stebnicka och Paul E.Skelley 2005. Odontolytes waoraniae ingår i släktet Odontolytes och familjen Aphodiidae. Inga underarter finns listade i Catalogue of Life.